# 西瀬戸自動車道

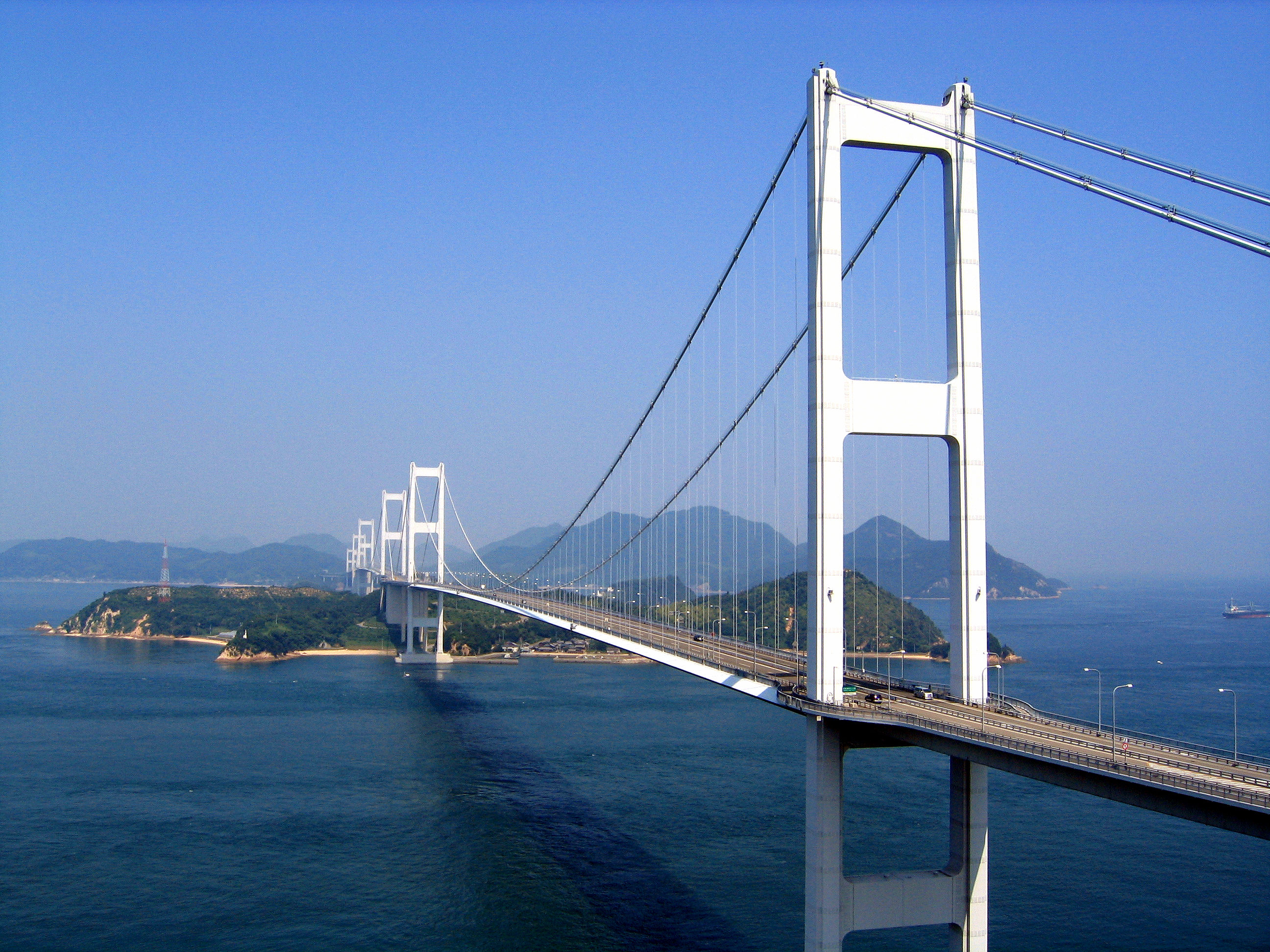
来島海峡大橋

西瀬戸自動車道（にしせとじどうしゃどう）は、本州四国連絡道路の3ルートのうち、西に位置する尾道・今治ルートを成す高速道路。
広島県尾道市の尾道福山自動車道（国道2号松永道路）西瀬戸尾道ICを起点とし、向島・因島・生口島・大三島・伯方島・大島などを経て愛媛県今治市の今治ICに至る、延長59.4 kmの高規格幹線道路（国道317号の自動車専用道路）である。本州四国連絡橋に本州四国連絡道路である西瀬戸自動車道を通しているという形をとっており、本州四国連絡高速道路が管理している。
高速道路ナンバリングによる路線番号は、尾道福山自動車道（松永道路）・今治小松自動車道とともに「E76」が割り振られている。
略称は西瀬戸道（にしせとどう）だが、西瀬戸自動車道周辺地域振興協議会が公募した愛称である瀬戸内しまなみ海道（せとうちしまなみかいどう、英語: SHIMANAMI EXPWY）または、単にしまなみ海道（しまなみかいどう）と呼ばれることが多い。「しまなみ」の呼称は、本道路の開通後、広島県東部や愛媛県北部の複数の団体・企業等の名称に用いられている。なお、橋自体の名前は「瀬戸内海大橋」であるが、完成記念イベント『瀬戸内海大橋完成記念イベント「しまなみ海道'99」』を最後に使われなくなった。

## 概要

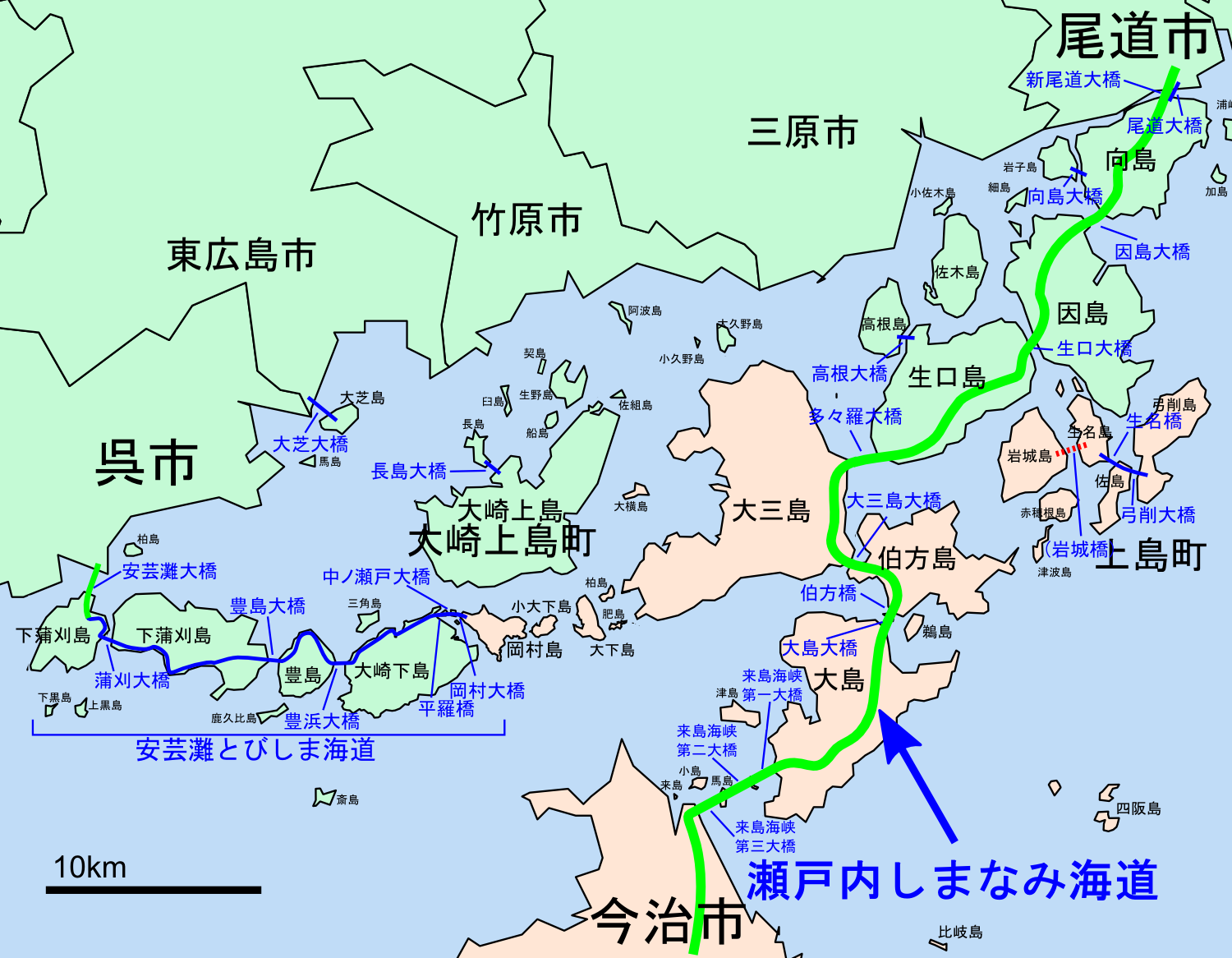
西瀬戸自動車道（しまなみ海道）・安芸灘諸島連絡架橋（安芸灘とびしま海道）および周辺の橋。緑色は有料橋、青色は無料橋、赤及びピンクの破線は架橋構想

海峡部の橋梁として新尾道大橋、因島大橋、生口橋、多々羅大橋、大三島橋、伯方・大島大橋（伯方橋、大島大橋）及び来島海峡大橋（来島海峡第一大橋・来島海峡第二大橋・来島海峡第三大橋）の7橋（10橋）がある。なお、尾道大橋を含めて11橋とすることもある。高速道路でありながら、橋には歩行者・自転車・原動機付自転車のみ通行ができる側道またはトラス内部の専用路が設けられているのが特徴である。
総事業費は、7,464億円。
1999年5月1日に全ての橋が完成し、この時点で当該ルートでも船舶に乗らずに、本州 - 四国の行き来が一応可能とはなっていたが、この時点では生口島と大島の島内区間（生口島道路と大島道路に相当する区間）が未開通だったため、両島内で混雑が頻発していた。なおこれらの区間は2006年に開通し、現在では自動車専用部のみで、西瀬戸尾道 - 今治の行き来が可能となっている。ただし、接続する今治小松自動車道の今治 - 今治湯ノ浦間が、2022年現在も未開通のため、松山自動車道方面との行き来には、一般道を介する必要がある。
サイクリングロードとしての人気が高く、瀬戸内しまなみ海道サイクリング尾道大会やスタンプラリーなど、定期的にサイクリングイベントが行われている。国際的な注目も集まってきており、2014年5月にはCNNで「世界で最も素晴らしい自転車道の1つ」として紹介された。

### 道路機能
尾道福山自動車道、今治小松自動車道を介して山陽自動車道福山西インターチェンジと松山自動車道いよ小松JCTを直結する道路だが、今治小松自動車道に未開通区間（事業中）があるため、現在は直結していない。なお、西瀬戸尾道ICから北伸し、尾道JCTで尾道自動車道に接続する広域道路の検討区間もある。
広島県と愛媛県との間にある、風光明媚な芸予諸島を島伝いにつなぐ自動車専用道路であるが、自転車歩行者専用道路も併設されているのがもう一つの特徴となっている。沿線には観光地も多いが、観光だけでなく、通勤・通学・通院・買物で使う沿線住民の生活道路でもあり、瀬戸大橋で高額な瀬戸中央自動車道の通行料金問題に苦しんだ、櫃石島・岩黒島・与島とは異なっている。
反面、両端都市やその背後地の経済規模や経済力は、京阪神大都市圏を擁する神戸・鳴門ルート（大鳴門橋・明石海峡大橋の神戸淡路鳴門自動車道）に遠く及ばないほか、本州と四国を最短で結ぶという点では、児島・坂出ルート（瀬戸大橋の瀬戸中央自動車道）に劣後する。さらに、全線が片側一車線という道路構造も、両ルートに比べると、インフラストラクチャー面で劣っており、物流・商流ルートとしては整備効果を発揮し切れていない。
ただし、個々の橋の規模が他2ルートに比べると小さいこと、鉄道の付属施設も無いことから、最も遅くに完成したにもかかわらず、建設費は3ルートの中で最も安価に済んだ。総事業費は着工を遅らせたことによるインフレーションの影響を受け、当初の5,850億円より大きく膨らんだが、それでも7,464億円に留まった。これは神戸 - 鳴門ルートの半額以下である。
なお、鉄道道路併用橋とする構想は、当初から存在しなかった。

#### 自転車歩行者専用道路の併設

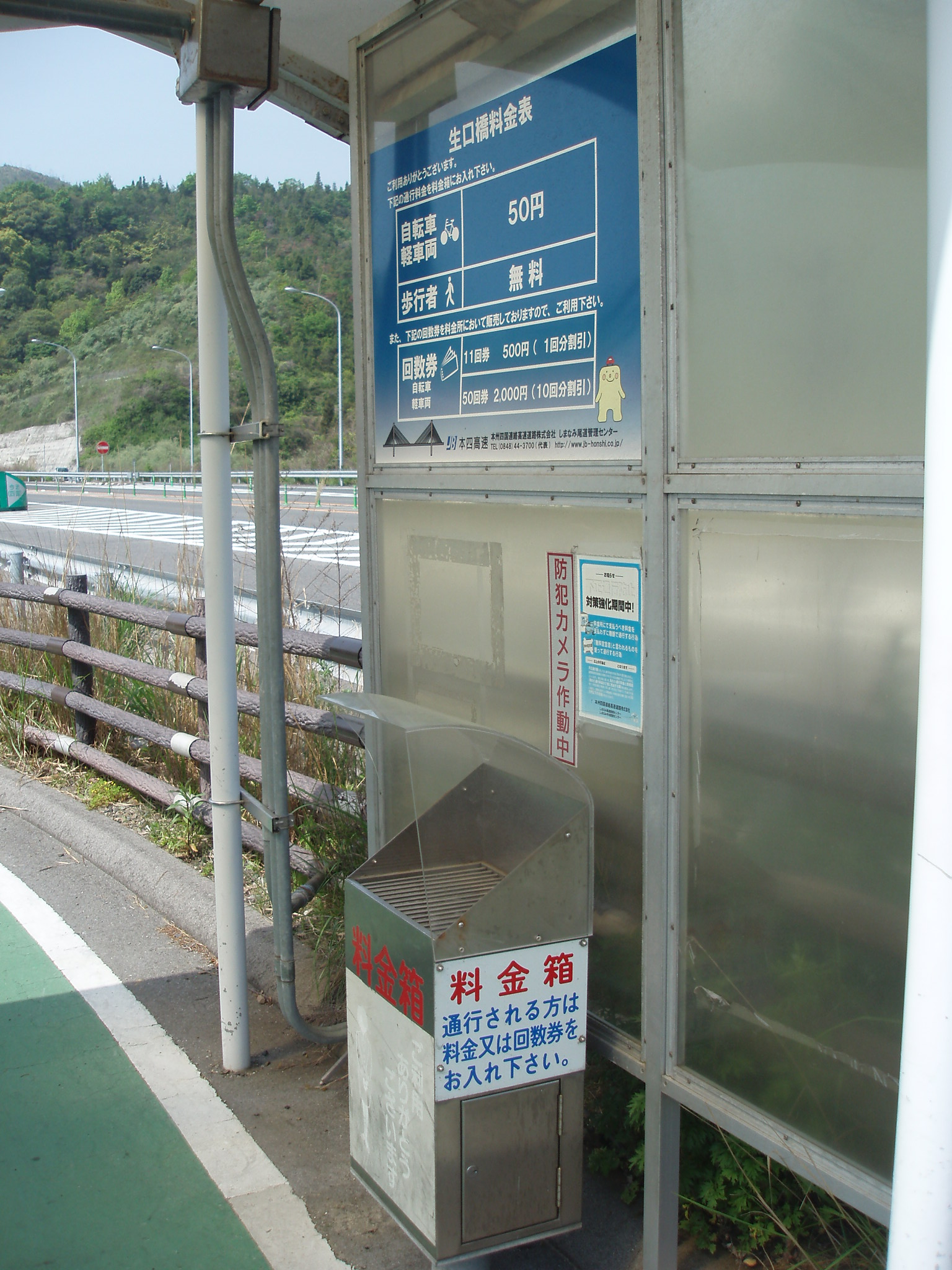
生口橋自転車料金所

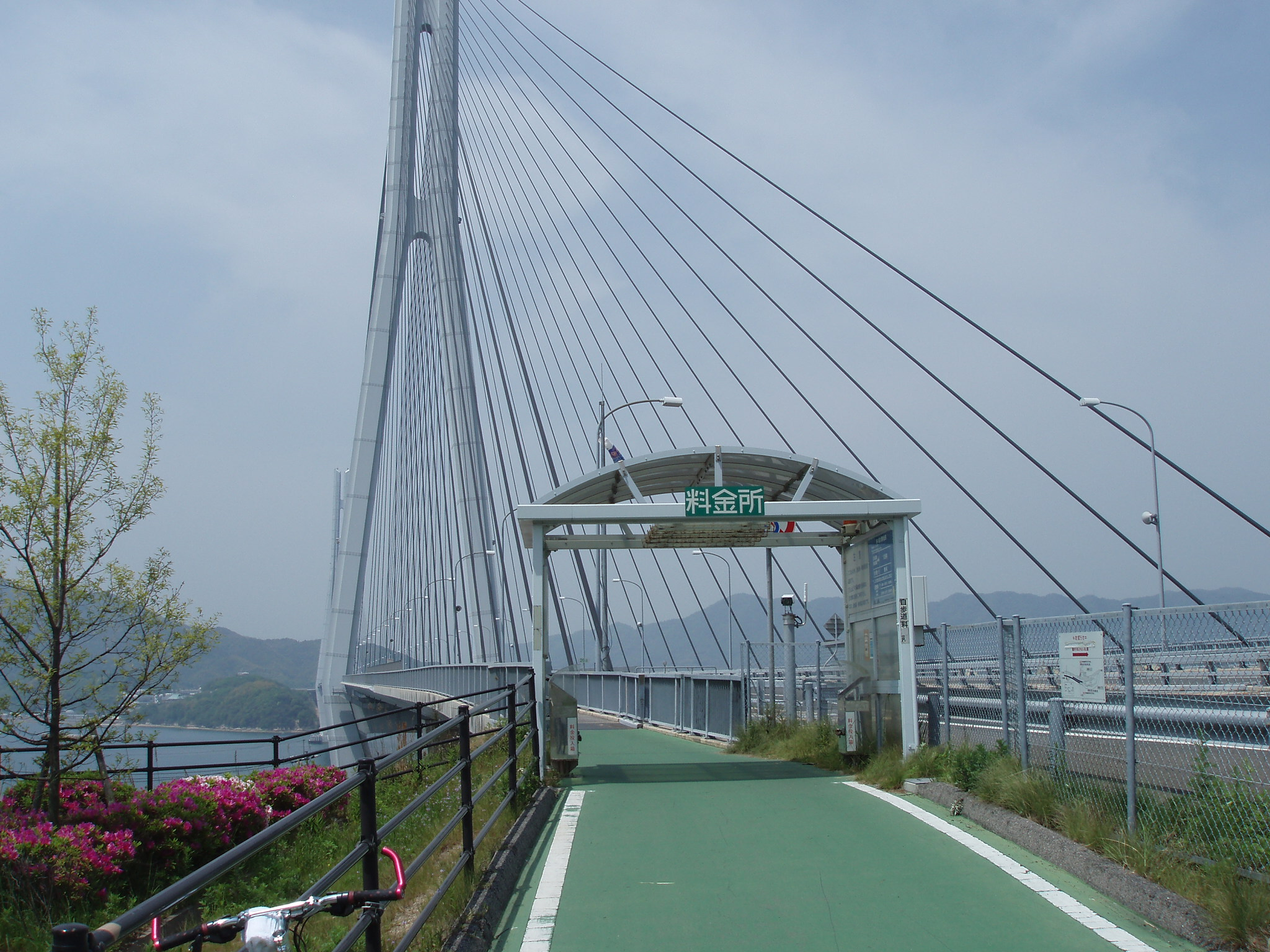
多々羅大橋自転車料金所

自動車専用道路橋である新尾道大橋を除き、尾道から来島海峡大橋までのルートには歩行者、自転車及び原動機付自転車（125cc以下の自動二輪車を含む）の専用道路（広島県道466号向島因島瀬戸田自転車道線・愛媛県道325号今治大三島自転車道線）（原自歩道）が併設されている。新尾道大橋と並行して架かる尾道大橋を通行することにより、本州・四国間の瀬戸内海を徒歩で渡ることが可能となっている。ただし尾道大橋の歩道は狭く、徒歩、自転車での安全な通行には向かない。
この自転車や原付が通れる原自歩道は、生活道路を求める地元住民の要望によってつくられたもので、先に完成した本州四国連絡橋の神戸淡路鳴門自動車道と瀬戸中央自動車道にはないものである。通行料金は、自転車と原付が因島大橋から来島海峡大橋までの合計で500円、歩行者が無料となっている。なお、かつては尾道大橋も有料（10円）だったが、2013年4月に無料開放された。橋の出入口に料金所（料金箱）と通行制限時などに交通を遮断する遮断機が設置されている。
料金の支払いは、通路に設置された料金箱に直接投入するようになっており、釣り銭が出ない。なお、料金箱には係員が常駐しておらず監視カメラによる管理がなされている。なお、支払いを免れた場合は道路整備特別措置法に基づき、免れた金額の3倍の徴収および30万円以下の罰金を課せられることがある。
なお、2014年（平成26年）7月19日から2026年（令和8年）3月31日までの期間限定で、自転車（原動機付を除く）の通行料金の無料化を実施している。これは、無料化に伴う減収を地元自治体から成る「しまなみ海道自転車道利用促進協議会」が負担することによって実現され、スポンサー契約や、グッズの物販などによって賄われている。
橋梁部だけしまなみ海道を利用し、そのほかの部分は一般道路を利用する。そのため、各橋を渡るたびに前後に設けられたスロープを通行することになる。

### 生口島道路
生口島道路（いくちじまどうろ）は、広島県尾道市の生口島にある自動車専用道路（全長6.5 km）である。道路管理者は国土交通省。

#### 概要
- 起点 : 尾道市瀬戸田町荻（生口島南IC）
- 終点 : 尾道市因島洲江町（生口島北IC）
- 延長 : 6.5 km
- 規格 : 第1種第3級（自動車専用道路）
- 設計速度 : 80 km/h
- 道路幅員
  - 一般部 : 22.0m
  - トンネル部 : 17.0 m
  - 橋梁部 : 20.5 m
- 車線幅員 : 3.5 m
- 車線数 : 暫定2車線（完成4車線）
- 最高速度 : 70 km/h

無料区間の両端インターチェンジが有料区間と出入りできるハーフインターチェンジのため、無料区間のみの通行は出来ない。
西瀬戸自動車道の一部を構成するこの道路の完成によって、全線約60kmが自動車専用道路で結ばれた。大部分が暫定2車線による供用のため対面通行となっているが、渋滞することは少ない。

### 大島道路
大島道路（おおしまどうろ）は、愛媛県今治市の大島にある自動車専用道路（全長約6 km）である。道路管理者は国土交通省。

#### 概要
- 起点 : 愛媛県今治市吉海町名（大島南IC）
- 終点 : 愛媛県今治市宮窪町宮窪（大島北IC）
- 全長 : 6.3 km
- 規格 : 第1種第3級
- 設計速度 : 80 km/h（最高速度70km/h）
- 道路幅員  : 22.0 m
- 車線幅員 : 3.5 m
- 車線数 : 暫定2車線（完成4車線）

無料区間の両端インターチェンジが有料区間と出入りできるハーフインターチェンジのため、無料区間のみの通行はできない。

## インターチェンジなど
- 路線名の特記がないものは市道。

| IC番号                         | 施設名              | 接続路線名                                                    | 起点から (km) | BS | 備考                                             | 所在地        |
| ------------------------------ | ------------------- | ------------------------------------------------------------- | ------------- | -- | ------------------------------------------------ | ------------- |
| 1                              | 西瀬戸尾道IC        | E76 尾道福山自動車道 国道2号（松永道路・尾道バイパス 高須IC） | 0.0           |    |                                                  | 広島県 尾道市 |
| 2                              | 尾道大橋出入口      | 尾道大橋                                                      | 3.1           |    | 尾道方面出入口                                   | 広島県 尾道市 |
| -                              | 向東BS              | -                                                             | 4.4           | ○  |                                                  | 広島県 尾道市 |
| 3                              | 向島IC              | 国道317号（現道）                                             | 6.5           | ○  |                                                  | 広島県 尾道市 |
| -                              | 向島料金所          |                                                               | 6.7           |    | 本線料金所                                       | 広島県 尾道市 |
| -                              | 大浜PA              | -                                                             | 11.0          | ○  |                                                  | 広島県 尾道市 |
| 4                              | 因島北IC            | 県道367号中庄重井線                                           | 13.3          |    | 尾道方面出入口                                   | 広島県 尾道市 |
| -                              | 重井BS              | -                                                             | 14.1          | ○  |                                                  | 広島県 尾道市 |
| 5                              | 因島南IC            | 国道317号（現道）                                             | 16.5          |    | 今治方面出入口                                   | 広島県 尾道市 |
| 6                              | 生口島北IC          | 県道81号生口島循環線                                          | 18.0          |    | 尾道方面出入口                                   | 広島県 尾道市 |
| -                              | 瀬戸田BS            | 県道372号林御寺線                                             | 21.3          | ○  | 緊急進入路あり                                   | 広島県 尾道市 |
| 7                              | 生口島南IC          | 国道317号（現道）                                             | 24.5          |    | 今治方面出入口                                   | 広島県 尾道市 |
| -                              | 瀬戸田PA            | -                                                             | 26.0          | ○  |                                                  | 広島県 尾道市 |
| 8                              | 大三島IC            | 国道317号（現道）                                             | 29.6          | ○  |                                                  | 愛媛県 今治市 |
| -                              | 上浦PA              | -                                                             | 31.9          | ○  | PAは今治方面                                     | 愛媛県 今治市 |
| 9                              | 伯方島IC            | 国道317号（現道）                                             | 36.3          | ○  |                                                  | 愛媛県 今治市 |
| 10                             | 大島北IC            | 国道317号（現道）                                             | 40.6          |    | 尾道方面出入口                                   | 愛媛県 今治市 |
| -                              | 大島BS              |                                                               | 42.1          | ○  | 緊急進入路あり                                   | 愛媛県 今治市 |
| 11                             | 大島南IC            | 国道317号（現道）                                             | 46.9          |    | 今治方面出入口                                   | 愛媛県 今治市 |
|                                | 馬島BS              |                                                               | 51.2          | ○  | 今治方面出入口 島民専用（後述） 管理用出入路あり | 愛媛県 今治市 |
| 12                             | 今治北IC 来島海峡SA | 国道317号（現道）                                             | 54.2          | ○  | 尾道方面出入口 ICとSAの相互利用不可              | 愛媛県 今治市 |
| 13                             | 今治IC              | 国道196号                                                     | 59.4          |    | キロポストは59.2KPまで                           | 愛媛県 今治市 |
| E76 今治小松自動車道（事業中） |                     |                                                               |               |    |                                                  |               |

- 通行料金は西瀬戸尾道IC - 生口島北IC・生口島南IC - 大島北IC・大島南IC - 今治ICで区切られているため、全線を通して走行する場合はこの3区間の料金を併算することになる。
- 来島海峡大橋の第二、第三大橋の間にある馬島には馬島インターチェンジが設置されているが、島民と緊急自動車、郵便物集配自動車等の通行専用であり、専用カードを持つ利用者以外の車両は通行できない。徒歩および自転車、原動機付自転車、小型自動二輪車は専用エレベーターによって自由に馬島に入ることができる。

## 歴史
本州と四国を結ぶ本州四国連絡橋は、神戸淡路鳴門自動車道、瀬戸中央自動車道と西瀬戸自動車道があり、本路線は3ルートの中でも最も新しく建設された道路で、1999年（平成11年）に完成した。
- 1945年（昭和20年）11月6日 : 伯方島木浦港沖で第十東予丸沈没事故が発生（死者397名）。地元で架橋運動が始まるきっかけとなる。
- 1957年（昭和32年）4月12日 : 瀬戸田港出港直後に第五北川丸沈没事故が発生（死者113名）。架橋運動は悲願のものになる。
- 1970年（昭和45年）7月1日 : 本州四国連絡橋公団が発足。
- 1973年（昭和48年）
  - 10月 : 大三島橋・因島大橋、神戸・鳴門ルートの大鳴門橋、児島・坂出ルートの南・北備讃大橋の起工式を1973年11月25日と決定。
  - 11月20日 : オイルショックの影響で、5日後に予定されていた大三島橋・因島大橋など5橋の着工を無期延期。
- 1975年（昭和50年）12月21日 : 大三島橋起工。
- 1979年（昭和54年）5月13日 : 大三島IC - 伯方島IC（大三島橋）開通。
- 1983年（昭和58年）12月4日 : 向東出入口 - 因島北IC（因島大橋）開通。
- 1987年（昭和62年）12月 : 道路名を西瀬戸自動車道とする。
- 1988年（昭和63年）1月17日 : 伯方島IC - 大島北IC（伯方・大島大橋）開通。
- 1991年（平成3年）12月8日 : 因島南IC - 生口島北IC（生口橋）開通。
- 1998年（平成10年）
  - 4月1日 : 因島北IC - 因島南IC開通。
  - 6月10日 : 今治市の馬島で来島海峡大橋橋桁落下事故が発生し作業員7人が死亡。
- 1999年（平成11年）
  - 3月13日 : 西瀬戸尾道IC - 尾道大橋出入口開通。
  - 5月1日 : 尾道大橋出入口 - 向東出入口（新尾道大橋）、生口島南IC - 大三島IC（多々羅大橋）、大島南IC - 今治IC（来島海峡大橋）開通。同時に向東出入口を廃止。
  - 生口島道路工事着手。
- 2000年（平成12年）5月 : 大島道路着工。
- 2005年（平成17年）10月1日 : 日本道路公団等民営化関係法により、本州四国連絡橋公団が解散し日本高速道路保有・債務返済機構・本州四国連絡高速道路に承継。
- 2006年（平成18年）
  - 4月24日 : 大島北IC - 大島南IC（大島道路）が暫定2車線で開通（途中に追越車線あり）。
  - 4月29日 : 生口島北IC - 生口島南IC（生口島道路）が暫定2車線で開通により、西瀬戸自動車道が全通。
    - 大島道路は2005年度内に供用が開始される予定だったが、工事の遅れのため翌年度初めに延期となり、4月24日に供用を開始した。また、5日後の同月29日に開通した生口島道路の開通により、しまなみ海道は一本につながった。

  - 12月12日 : 大島道路の緊急進入路整備が完了し、正式に開通。
- 2019年（平成31年/令和元年）9月4日 : 国土交通省が西瀬戸道の暫定2車線区間のうち、西瀬戸尾道IC - 生口島北IC間と生口島南IC - 伯方島IC間と大島南IC - 今治北IC間を10 - 15年後を目処に4車線化する優先整備区間に選定する方針を発表[18][19][20]。

## 路線状況
しまなみ海道のサービスエリア (SA)・パーキングエリア (PA) には給油施設が存在しない。
西瀬戸尾道ICから北伸し、尾道JCTに接続する構想がある。

### 道路施設
- 新尾道大橋：本州・尾道 - 向島間に架かるハープ型斜張橋。橋長546 m[21]。
- 因島大橋：向島（向島IC） - 因島（因島北IC）間に架かる吊橋。橋長1270 m[21]。
- 生口橋：因島（因島南IC） - 生口島（生口島北IC）間に架かる斜張橋。橋長790 m[21]。
- 多々羅大橋：生口島（生口島南IC） - 大三島（大三島IC）間に架かる斜張橋。橋長1,480 m[21]。中央支間長は890 mあり、完成当時は世界最長の斜張橋であった[22]。
- 大三島橋：大三島（大三島IC） - 伯方島（伯方島IC）間に架かるアーチ橋。橋長328 m[21]。
- 伯方・大島大橋：伯方島（伯方島IC） - 大島（大島北IC）間に架かる桁橋（伯方橋）+吊橋（大島大橋）の複合橋。橋長325+840 m[21]。
- 宮窪トンネル（伯方島IC - 大島北IC）：延長1,420 m
- 吉海トンネル（大島南IC - 今治北IC）：延長356 m
- 来島海峡大橋：大島（大島南IC） - 四国・今治（今治北IC）間の来島海峡に架かる来島海峡第一大橋、来島海峡第二大橋、来島海峡第三大橋から成る三連吊橋。橋長は、第一が960 m、第二が1,515 m、第三が1,570 m[21]。週末の夜間には、橋全体のライトアップも行われる[23]。
- 近見山トンネル（今治北IC - 今治IC）：延長1,138 m

### 車線・最高速度
| 区間                      | 車線 上下線=上り線+下り線 | 最高速度 | 備考                                 |
| ------------------------- | ------------------------- | -------- | ------------------------------------ |
| 西瀬戸尾道IC - 新尾道大橋 | 4=2+2                     | 70 km/h  |                                      |
| 新尾道大橋 - 因島大橋     | 2=1+1 （暫定2車線）       | 70 km/h  |                                      |
| 因島大橋 - 大浜PA         | 4=2+2                     | 70 km/h  |                                      |
| 大浜PA - 多々羅大橋       | 2=1+1 （暫定2車線）       | 70 km/h  | 生口島北IC - 生口島南ICの一部は4=2+2 |
| 多々羅大橋                | 4=2+2                     | 70 km/h  | 一部のみ                             |
| 多々羅大橋 - 来島海峡大橋 | 2=1+1 （暫定2車線）       | 70 km/h  | 大島北IC - 大島南ICの一部は4=2+2     |
| 来島海峡大橋              | 4=2+2                     | 70 km/h  |                                      |
| 来島海峡大橋 - 今治IC     | 2=1+1 （暫定2車線）       | 70 km/h  |                                      |

なお、上記以外の橋は4車線仕様で建設してあるものの、2車線分のみ使い、残りは自転車・歩行者用に用いられている。

### 交通量
24時間交通量（台）　道路交通センサス
| 区間                          | 平成17（2005）年度 | 平成22（2010）年度 | 平成27（2015）年度 | 令和3（2021）年度 |
| ----------------------------- | ------------------ | ------------------ | ------------------ | ----------------- |
| 西瀬戸尾道IC - 尾道大橋出入口 | 23,974             | 28,617             | 30,987             | 28,310            |
| 尾道大橋出入口 - 向島IC       | 10,564             | 13,746             | 15,147             | 14,278            |
| 向島IC - 因島北IC             | 12,171             | 15,282             | 17,487             | 16,583            |
| 因島北IC - 因島南IC           | 04,734             | 06,742             | 07,899             | 07,632            |
| 因島南IC - 生口島北IC         | 08,245             | 10,813             | 11,999             | 11,104            |
| 生口島北IC - 生口島南IC       | 調査当時未開通     | 04,503             | 05,478             | 05,215            |
| 生口島南IC - 大三島IC         | 03,358             | 05,100             | 06,162             | 05,686            |
| 大三島IC - 伯方島IC           | 04,674             | 06,527             | 07,675             | 07,139            |
| 伯方島IC - 大島北IC           | 05,396             | 07,655             | 08,843             | 08,240            |
| 大島北IC - 大島南IC           | 調査当時未開通     | 06,228             | 07,385             | 06,846            |
| 大島南IC - 今治北IC           | 05,114             | 08,609             | 10,534             | 09,895            |
| 今治北IC - 今治IC             | 02,531             | 04,063             | 04,529             | 04,091            |

（出典：「平成22年度道路交通センサス」・「平成27年度全国道路・街路交通情勢調査」・「令和3年度全国道路・街路交通情勢調査」（国土交通省ホームページ）より一部データを抜粋して作成）
- 令和2年度に実施予定だった交通量調査は、新型コロナウイルスの影響で延期された[24]。

日平均交通量（平成30年度JB本四高速）
| - 新尾道大橋 : 16,609台 - 因島大橋: 18,719台 - 生口橋 : 13,160台 - 多々羅大橋 : 7,601台 - 大三島橋 : 8,901台 - 伯方・大島大橋 : 10,121台 - 来島海峡大橋 : 11,872台 |

日平均交通量が1万5千台を超える区間もあり、朝夕の通勤ラッシュ時間帯等には混雑が常態化しているほか、休日には上下線とも向島付近を先頭に渋滞が頻発するが、現状4車線で供用されているのは短い区間に過ぎず、また拡幅計画も進展していない。

## 地理
広島県と愛媛県の間の瀬戸内海を埋めつくすように芸予諸島の島々が浮かび、これらを橋で結んでいる。インターチェンジを下りたところの近くには、大島の亀老山展望公園などをはじめとする瀬戸内海に浮かぶ島々と橋を眺望するには良いスポットが点在していることから、見どころも多い観光ルートとなっている。

### 通過する自治体
- 広島県
  - 尾道市
- 愛媛県
  - 今治市

### 接続する高速道路
- E76 今治小松自動車道 （今治ICで直結:事業中）

### 沿線
- 瀬戸内海
- 向島・因島・生口島・大三島・伯方島・大島・馬島